# 扎克·布拉夫
扎卡里·伊斯雷爾·「札克」·布瑞夫（英語：Zachary Israel " Zach " Braff，1975年4月6日—）是一位美國男演員、喜劇演員、導演、編劇和製片人。他最著名的作品是在電視劇《實習醫生成長記》中飾演Dr. John Dorian角色。

## 個人生平
扎克·布拉夫在美國紐澤西州南奧蘭治出生並長大。他的父親Harold Irwin Braff是辯護律師和社會學教授，母親Anne Hutchinson是臨床心理學家，哥哥喬舒亞·布拉夫是作家。父親是猶太人。母親有英格蘭、愛爾蘭和蘇格蘭血統。扎克·布拉夫曾經就讀希伯來學校，並且他接受了猶太教的成年禮（Bar Mitzvah）儀式。

## 外部連結
- 扎克·布拉夫在互联网电影资料库（IMDb）上的資料（英文）
- 在AllMovie上扎克·布拉夫的頁面（英文）
- Zach Braff at Emmys.com （页面存档备份，存于）
- official page on Vk Zach Braff （页面存档备份，存于）